# Geissois lanceolata
Geissois lanceolata là một loài thực vật có hoa trong họ Cunoniaceae. Loài này được (Guillaumin) H.C.Hopkins mô tả khoa học đầu tiên năm 2006.